# Borrala longipalpis
Borrala longipalpis är en spindelart som beskrevs av Gray och Smith 2004. Borrala longipalpis ingår i släktet Borrala och familjen Stiphidiidae.
Artens utbredningsområde är New South Wales. Inga underarter finns listade.